# Mohawks de Cincinnati
Les Mohawks de Cincinnati sont une franchise professionnelle de hockey sur glace de la Ligue américaine de hockey et de la Ligue internationale de hockey qui a existé de 1949 à 1958.

## Histoire
Fondés en 1941 sous le nom de Lions de Washington, l'équipe déménagea à Cincinnati en 1949 pour être rebaptisée Mohawks de Cincinnati.
Après trois années passées dans la LAH, la franchise fut transférée dans la LIH en 1952. Ce transfert fut bénéfique aux Mohawks qui remportèrent six saisons régulières et cinq coupes Turner consécutives (trophée du vainqueur des séries éliminatoires de la LIH).
Mais, malgré leur succès dans la  LIH, le public ne fut jamais au rendez-vous et en raison de la faible fréquentation de leur patinoire, les Mohawks cessèrent d'exister à la fin de la saison 1957-58.

## Statistiques
| Saison    | Ligue | PJ | V  | D  | N  | Pts | BP  | BC  | Classement Final | Séries éliminatoires  |
| --------- | ----- | -- | -- | -- | -- | --- | --- | --- | ---------------- | --------------------- |
| 1949-1950 | LAH   | 70 | 19 | 37 | 14 | 52  | 185 | 257 | 5e division West | Non qualifiés         |
| 1950-1951 | LAH   | 70 | 28 | 34 | 8  | 64  | 203 | 228 | 5e division West | Non qualifiés         |
| 1951-1952 | LAH   | 68 | 29 | 33 | 6  | 64  | 183 | 228 | 3e division West | Éliminés en 2e ronde  |
| 1952-1953 | LIH   | 60 | 43 | 13 | 4  | 90  | 310 | 152 | 1er              | Vainqueurs            |
| 1953-1954 | LIH   | 64 | 47 | 15 | 2  | 96  | 325 | 153 | 1er de la LIH    | Vainqueurs            |
| 1954-1955 | LIH   | 60 | 40 | 19 | 1  | 81  | 268 | 164 | 1er de la LIH    | Vainqueurs            |
| 1955-1956 | LIH   | 60 | 45 | 13 | 2  | 92  | 336 | 159 | 1er de la LIH    | Vainqueurs            |
| 1956-1957 | LIH   | 60 | 50 | 9  | 1  | 101 | 245 | 113 | 1er de la LIH    | Vainqueurs            |
| 1957-1958 | LIH   | 64 | 43 | 16 | 5  | 91  | 303 | 176 | 1er de la LIH    | Éliminés en 1re ronde |